# Carl Norstrand
Carl Claus Heinrich Norstrand (født 13. juni 1852 i Bergen, død 23. oktober 1912) var en norsk-dansk grosserer, etatsråd og konsul.
Carl Norstrand var søn af købmand Hans Norstrand (død 1879) og hustru f. Steineger (død 1909), blev uddannet i Bergens Latinskole og på Graners Handelsakademi; derefter ansat i firmaet Nyeland Benzon i København og tog grossererborgerskab (firma: Carl Norstrand) 1874. Han var også generalkonsul for Norge.
Han var formand for Foreningen af fremmede Magters Konsuler i Hanmark og for Det kgl. københavnske Skydeselskab og danske Broderskab og medlem af bestyrelsen for forskellige industrielle og velgørende foreninger. Han var bl.a. Ridder af Dannebrog.
I 1908 lod han arkitekten Cosmus Bræstrup tegne sig en nybarok villa, Villa Solhejm, i Springforbi. Senere gik den under navnet Nødebo, men er nu revet ned.
Han var gift med Caroline Agnete Christensen (født 28. august i Aarhus), datter af jernstøberiejer, kaptajn Chr. Christensen (død 1872) og hustru Franzine født Hoppe (død 1900). Hans søn Franz Norstrand var også konsul.